# Sós Dániel
Sós Dániel (Budapest, 1998. augusztus 10. –) magyar úszó.

## Pályafutása
Az FTC-nél kezdte az úszást, majd edzőjét, Magó Gábort követve 2014-ben az Érdi Úszó Sportnál folytatta. 2017 januárjában már a Vasas SC úszója volt.
A 2015. évi Európa játékokon Bakuban a 200 méteres, illetve a 400 méteres vegyesúszásban egyaránt a 4. helyen végzett. 50 méteres pillangóúszásban nem került az elődöntőbe (az előfutamok eredményeit összesítve a 40. helyen végzett).
A 2015-ös ifjúsági úszó-világbajnokságon Szingapúrban 200 méteres vegyesúszásban ezüstérmes, 400 méteres vegyesúszásban ötödik lett. 50 méteres hátúszásban nem került az elődöntőbe (az előfutamok eredményeit összesítve a 33. helyen végzett).
A 2016-os ifjúsági úszó-Európa-bajnokságon Hódmezővásárhelyen a 200 méteres vegyesúszásban negyedik lett, a 400 méteres vegyesúszás elődöntőjében pedig hiába úszta meg a negyedik legjobb időt, nem kerülhetett a döntőbe, mivel ott egy országból legfeljebb két versenyző úszhat, s Barta Márton és Drigán Zoltán is jobb időt úszott nála.
Tagja volt a 2017-es budapesti úszó-világbajnokság magyar csapatának: 200 méteres vegyesúszásban indult, ahol a 22. helyen végzett 2:01.54 perces idővel.

## Magánélete
A Veres Pálné Gimnáziumban érettségizett. Édesapja Sós Csaba, Európa-bajnoki bronzérmes, világbajnoki ötödik helyezett úszó, 2017. január végétől a magyar úszók szövetségi kapitánya.